# Темпа дел Гато (Потенца)
Темпа дел Гато (итал. Tempa del Gatto) је насеље у Италији у округу Потенца, региону Базиликата.
Према процени из 2011. у насељу је живело 38 становника. Насеље се налази на надморској висини од 810 м.